# Jane Frazee

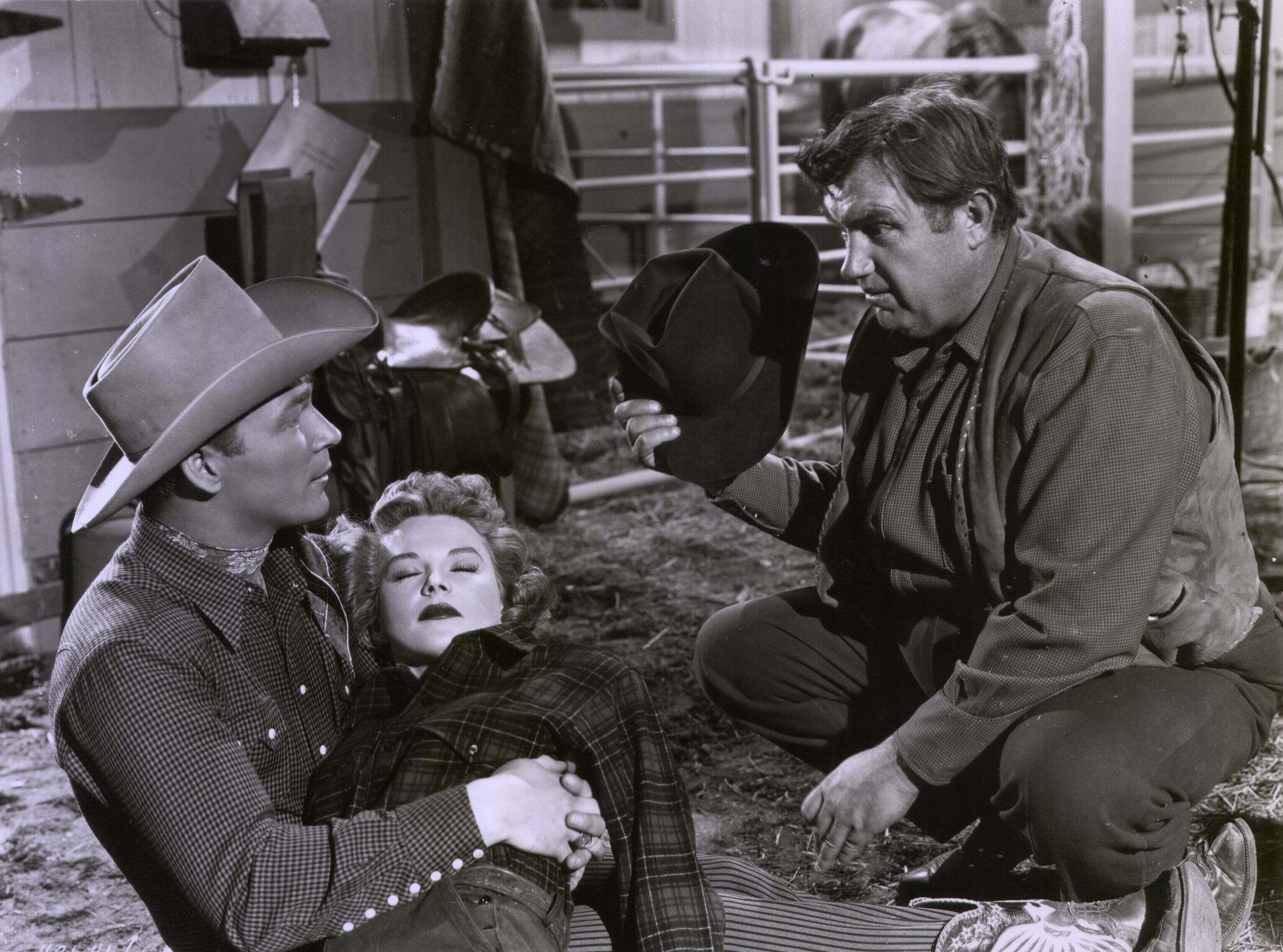
Jane Frazee met Roy Rogers en Andy Devine in Under California Stars (1948)

Jane Frazee (geboren Mary Jane Frehse, Duluth (Minnesota), 18 juli 1918 - Newport Beach, Californië, 6 september 1985) was een Amerikaans actrice, zangeres en danseres.

## Biografie
Jane Frazee werd in 1918 in Minnesota geboren als Mary Jane Frehse. Op zesjarige leeftijd vormde Jane samen met haar zuster Ruth (1909-2001) een Vaudeville-zang- en dansduo dat optrad in nachtclubs en theaters. Hun act stopte in 1940 nadat Jane een rol kreeg aangeboden in de muzikale film Melody and Moonlight en een contract kreeg bij Universal Pictures. Ze trad daarna nog op in verschillende musicals. Naast musicals acteerde Frazee ook in westerns, zowel voor de cinema als voor televisie, waarbij ze samenwerkte met grote sterren zoals Roy Rogers, Charles Starrett, Guinn Williams, Clayton Moore, Jock Mahoney en Gene Autry. Frazee eindigde haar carrière in verschillende Joe McDoakes-kortfilms tussen 1954 en 1956. 
In 1942 trouwde ze met de acteur-regisseur Glenn Tryon met wie ze een zoon Timothy kreeg. Het huwelijk duurde vijf jaar en Frazee hertrouwde daarna nog drie maal. Na enkele beroertes in 1983 ging het bergaf met haar gezondheid en in 1985 overleed ze op 67-jarige leeftijd aan de gevolgen van een longontsteking.

## Filmografie

### Samen met haar zuster Ruth alsThe Frazee Sisters
- Captain Blue Blood (1935)
- Study and Understudy (1936)
- Up in Lights (1938)
- Rollin' in Rhythm (1939)
- Pharmacy Frolics (1939)
- Arcade Varieties (1939)
- Swing Styles (1939)

### Films
- Melody and Moonlight (1940)
- Music in the Morgan Manner (1941) (als zichzelf)
- Buck Privates (1941)
- Angels with Broken Wings (1941)
- San Antonio Rose (1941)
- Sing Another Chorus (1941)
- Moonlight in Hawaii (1941)
- Hellzapoppin' (1941)
- Don't Get Personal (1942)
- What's Cookin'? (1942)
- Almost Married (1942)
- Moonlight Masquerade (1942)
- Get Hep to Love (1942)
- Moonlight in Havana (1942)
- When Johnny Comes Marching Home (1942)
- Hi'ya, Chum (1943)
- Keep 'Em Slugging (1943) (cameo)
- Rhythm of the Islands (1943)
- Beautiful But Broke (1944)
- Cowboy Canteen (1944)
- Rosie the Riveter (1944)
- Swing in the Saddle (1944)
- Kansas City Kitty (1944)
- She's a Sweetheart (1944)
- Practically Yours (1944)
- The Big Bonanza (1944)
- Ten Cents a Dance (1945)
- Swingin' on a Rainbow (1945)
- George White's Scandals (1945)
- A Guy Could Change (1946)
- Calendar Girl (1947)
- Springtime in the Sierras (1947)
- On the Old Spanish Trail (1947)
- The Gay Ranchero (1948)
- Under California Stars (1948)
- Incident (1948)
- Grand Canyon Trail (1948)
- Last of the Wild Horses (1948)
- Rhythm Inn (1951)

### Joe McDoakes kortfilms
- So You Want to Be Your Own Boss (maart 1954) (als Alice McDoakes)
- So You Want to Go to a Nightclub (mei 1954) (als Alice McDoakes)
- So You're Taking in a Roomer (oktober 1954) (als Alice McDoakes)
- So You Don't Trust Your Wife (januari 1955) (als Alice McDoakes)
- So You Want to Be a Gladiator (maart 1955) (als Alice McDoakes)
- So You Want to Build a Model Railroad (augustus 1955) (als Alice McDoakes)
- So You Think the Grass is Greener (januari 1956) (als Alice McDoakes)
- So You Want to Play the Piano (mei 1956) (als Alice McDoakes)